# Emelía Óskarsdóttir
Emelía Óskarsdóttir (5 maart 2006) is een voetbalspeelster uit IJsland. Ze speelt als aanvaller voor HB Køge in de Elitedivisionen.

## Clubcarrière
Óskarsdóttir maakte haar profdebuut in Zweden voor Kristianstads DFF op 18 april 2022 in een thuiswedstrijd tegen Eskilstuna United DFF door in de 84ste minuut in te vallen voor landgenote Amanda Andradóttir. Op zestienjarige leeftijd trainde Óskarsdóttir mee in de jeugdopleiding van FC Bayern München. Datzelfde jaar werd ze uitgeleend aan UMF Selfoss in haar geboorteland. Later dat jaar keerde ze terug bij Kristianstads, waarvoor ze tweemaal tot scoren kwam in de Zweedse beker.
In december 2023 maakte Óskarsdóttir een transfer naar het Deense HB Køge. In augustus 2024 liep ze een kruisbandblessure op waardoor ze een lange tijd buitenspel stond. In december 2024 verlengde Óskarsdóttir haar contract bij HB Køge.

## Statistieken
| Seizoen | Club              | Land       | Competitie      | Wedstrijden | Doelpunten |
| ------- | ----------------- | ---------- | --------------- | ----------- | ---------- |
| 2022    | Kristianstads DFF | Zweden     | Damallsvenskan  | 15          | 1          |
| 2023    | Kristianstads DFF | Zweden     | Damallsvenskan  | 0           | 0          |
| 2023    | UMF Selfoss       | IJsland    | Úrvalsdeild     | 10          | 1          |
| 2023    | Kristianstads DFF | Zweden     | Damallsvenskan  | 9           | 0          |
| 2023/24 | HB Køge           | Denemarken | Elitedivisionen | 7           | 1          |
| 2024/25 | HB Køge           | Denemarken | Elitedivisionen | 0           | 0          |
| Totaal  | Totaal            | Totaal     | Totaal          | 41          | 3          |

Laatste update: 1 april 2025

## Interlandcarrière
Óskarsdóttir kwam als jeugdinternational uit voor IJsland -17 en IJsland -19. Met eerstgenoemde kwam ze uit op het EK 2022 in Bosnië en Herzegovina. Met IJsland -19 nam Óskarsdóttir deel aan het EK 2023 in België en het EK 2024 in Litouwen.

## Privé
Óskarsdóttir is het zusje van Real Sociedad speler Orri Óskarsson en haar vader is voetbaltrainer Óskar Hrafn Þorvaldsson.